# Isaiah Nelson
Isaiah Nelson (* 3. April 2001) ist ein US-amerikanischer Skirennläufer.

## Biographie
Nelson stammt aus Wayzata, Minnesota. Sein internationales Renndebüt feierte er am 18. November 2017 bei einem Riesenslalom des Nor-Am Cups in Copper Mountain. Sein erstes internationales Großereignis bestritt er im März 2020 bei den Juniorenweltmeisterschaften in Narvik, wobei er im Super-G Rang 13 belegte. Bis zu diesem Zeitpunkt war Nelson nahezu ausschließlich bei Rennen in Nordamerika an den Start gegangen.
Im darauffolgenden Jahr gelang ihm eine Steigerung bei Juniorenweltmeisterschaften. In Bansko erreichte er als bestes Ergebnis den 7. Platz im Riesenslalom. Zum Abschluss des Winters 2020/21 gewann er bei den US-amerikanischen Meisterschaften seine erste nationale Medaille, er gewann Bronze im Riesenslalom.
Am 10. Februar 2022 gewann er mit der Alpinen Kombination am Whiteface Mountain sein erstes Rennen im Nor-Am Cup. Bei den kurz darauf stattfindenden Juniorenweltmeisterschaften in Panorama feierte er den ersten größeren Erfolg seiner Karriere. Er gewann vor dem Schweizer Franjo von Allmen und dem Italiener Giovanni Franzoni die Goldmedaille im Super-G. Mit der Mannschaft verpasste er als 4. nur knapp eine Medaille.
Am 23. Oktober 2022 gab Nelson in Sölden sein Weltcupdebüt, wobei er sich nicht für den zweiten Durchgang qualifizieren konnte. Im selben Winter feierte Nelson den bisher größten Erfolg seiner Karriere. Er gewann mit fast 400 Punkten Vorsprung auf seinen Landsmann Jack Smith die Gesamtwertung des Nor-Am Cups. Zudem belegte er den zweiten Platz in der Riesenslalom sowie Slalomwertung und Rang 4 in der Super-G-Wertung. Infolgedessen sicherte sich Nelson einen Startplatz für die komplette Weltcupsaison 2023/24, außerhalb des Nationenkontingents.
Seine erste volle Weltcupsaison verlief für Nelson jedoch sehr ernüchternd. Er konnte keine Weltcuppunkte gewinnen und seine beste Platzierung erreichter mit einem 42. Platz beim Super-G in Garmisch-Partenkirchen. Auch zu Beginn des Winters 2024/25 feierte Nelson Erfolge nur im Nor-Am Cup. Trotz dessen wurde er für die Weltmeisterschaften in Saalbach nominiert. Dort verpasste er gemeinsam mit Paula Moltzan, Nina O’Brien, Katie Hensien und River Radamus als Vierte im Mannschaftswettbewerb nur knapp eine Medaille. 

## Erfolge

### Weltmeisterschaften
- Saalbach 2025: 4. Mannschaft

### Juniorenweltmeisterschaften
- Narvik 2020: 13. Super-G, 30. Abfahrt
- Bansko 2021: 7. Riesenslalom, 9. Super-G, DNF Slalom
- Panorama 2022: 1. Super-G, 4. Mannschaft, 7. Abfahrt, 16. Slalom, 17. Alpine Kombination, 19. Riesenslalom

### Nor-Am Cup
- 21 Podestplätze, davon 8 Siege

| Datum             | Ort                | Land               | Disziplin          |
| ----------------- | ------------------ | ------------------ | ------------------ |
| 10. Februar 2022  | Whiteface Mountain | Vereinigte Staaten | Alpine Kombination |
| 4. Januar 2023    | Burke Mountain     | Vereinigte Staaten | Slalom             |
| 7. Januar 2023    | Burk Mountain      | Vereinigte Staaten | Super-G            |
| 23. Februar 2023  | Mont Ste-Marie     | Kanada             | Riesenslalom       |
| 27. März 2023     | Whistler Mountain  | Kanada             | Riesenslalom       |
| 2. April 2024     | Panorama           | Kanada             | Abfahrt            |
| 9. April 2024     | Panorama           | Kanada             | Riesenslalom       |
| 13. Dezember 2024 | Panorama           | Kanada             | Riesenslalom       |

### Australian New Zealand Cup
- 3 Podestplätze, davon 2 Siege

| Datum           | Ort          | Land       | Disziplin    |
| --------------- | ------------ | ---------- | ------------ |
| 22. August 2022 | Coronet Peak | Neuseeland | Slalom       |
| 29. August 2022 | Coronet Peak | Neuseeland | Riesenslalom |

### Europacup
- Eine Platzierung unter den besten 5

### Weitere Erfolge
- Bronze bei den US-amerikanischen Meisterschaften im Super-G (2023, 2024)
- Bronze bei den US-amerikanischen Meisterschaften im Riesenslalom (2021)
- Bronze bei den US-amerikanischen Meisterschaften im Slalom (2024)
- 13 Siege bei FIS-Rennen